# Francesca Turini Bufalini
Francesca Turini Bufalini (Sansepolcro, 23 luglio 1553 – Città di Castello, 1641) è stata una poetessa e nobildonna italiana.

## Biografia
Contessa di Stupinigi e del feudo di San Giustino (Stato Pontificio), in quanto consorte del conte e colonnello pontificio Giulio I Bufalini, congiunto della nobile Ortensia (1575-1644), madre del cardinale Giulio Mazzarino. Francesca è stata tra le pochissime poetesse del panorama letterario italiano, l'unica autrice di sonetti autobiografici.
I Turini erano una casata originaria da Ivrea, nel ducato di Savoia. Giovanni, occupato nei ranghi militari del ducato di Firenze, si trasferì a Sansepolcro. Aveva sposato in seconde nozze Camilla di Carpegna, sorella del conte di Scavolino e governatore di Siena Pietro I. Pochi mesi dopo la nascita di Francesca (1553) morì, seguito poi anche dalla consorte. La bambina venne affidata allo zio materno e alla moglie Francesca Bentivoglio, con loro trascorse l'infanzia e l'adolescenza nel castello di Gattara e a Avezzano presso i parenti signori di Montaguto. Nel 1574, a 21 anni, si decise, con una buona dote, di darla in sposa al conte di San Giustino Giulio I Bufalini. Questi, vedovo di Giovanna Bourbon del Monte e di Elisabetta di Montevecchio, disponeva solo di prole femminile e, malgrado i suoi settant'anni, desiderava avere una discendenza maschile. Nacquero, infatti, tre figli: l'erede Giulio II (1576), Camilla (1579) e Ottavio (1581).
La poetessa risiedeva principalmente a San Giustino nel castello Bufalini, strategica rocca di frontiera tra gli Stati del Papa e il Granducato di Toscana rimaneggiata e fatta affrescare dal marito, e nel nuovo palazzo sito in Città di Castello, da poco costruito da maestranze della scuola di Jacopo Barozzi da Vignola. Francesca si integrò completamente nella casata acquisita, utilizzandone lo stemma e mettendo da parte il blasone di origine, d'azzurro, al toro d'oro, furioso. Aderì all'Accademia degli Insensati (in cui gli associati erano di solito uomini) e si dedicò in modo più autonomo e consapevole alla scrittura di rime, madrigali e al commento del Canzoniere di Francesco Petrarca. Non era facile per una donna emergere nelle discipline umanistiche, soltanto l'appartenenza a un agiato e aristocratico contesto poteva permetterlo, come nei casi di Isabella di Morra e della marchesa Vittoria Colonna.
Nel 1583 morì Giulio I che l'aveva nominata reggente del feudo per il primogenito Giulio II (fino al 1594), tutore e gestore dell'ingente patrimonio di famiglia. Questa scelta le procurò l'astio delle cinque figliastre e anche dei figli che, una volta adulti, facevano continue richieste di denaro. Trasferitasi nel palazzo di città fissò una somma vitalizia per sé e si recò, poi, a Paliano presso la duchessa Lucrezia Tomacelli Cybo, consorte di Filippo I Colonna, in qualità di dama di compagnia. Soggiornò nell'appartamento principesco della rocca di Paliano con l'incarico di provvedere all'istruzione delle giovani Vittoria e Anna Colonna. Poté coltivare la sua passione per la poesia e l'arte frequentando gli ambienti colti di Roma, dove i Bufalini disponevano di un palazzo.
La duchessa di Paliano morì nel 1622 e Francesca ritornò nel palazzo di Città di Castello. Rattristata dall'improvvisa morte del figlio Ottavio (a causa di una schioppettata che lo raggiunse durante una battuta di caccia), si dedicò completamente alle sue liriche, di cui pubblicò due raccolte. Non riuscì a completare il poema eroico Florio, ispirato al Filocolo di Giovanni Boccaccio. La poetessa decedette, all'età di 88 anni, nel 1641.

## Opere
Sconosciuta fino a tempi recenti (solo Benedetto Croce la ricordò), grazie all'apertura al pubblico dell'archivio del castello Bufalini è aumentato l'interesse per questa donna e poetessa emergente da annoverare nella narrativa di genere della letteratura italiana.
Scrisse:
- Rime spirituali sopra i misteri del Santissimo Rosario: pubblicate nel 1595.[4]
- In morte del marito: poesie.
- Rime: editate nel 1628.
- I madrigali: pubblicati nel 2016.
- Florio: poema cavalleresco, incompiuto, dato alle stampe nel 2013.

## Galleria d'immagini

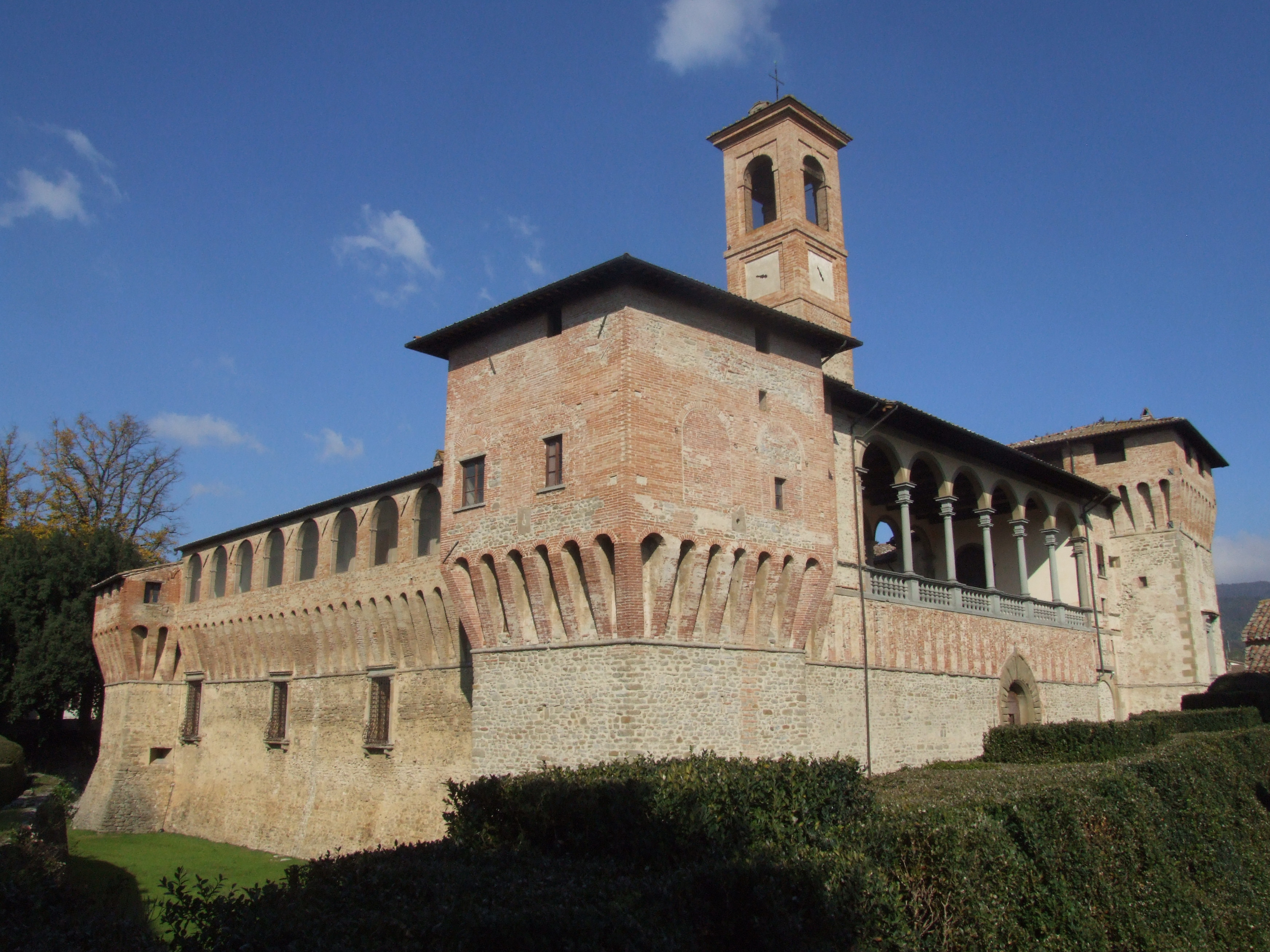
Il castello Bufalini, residenza di Francesca
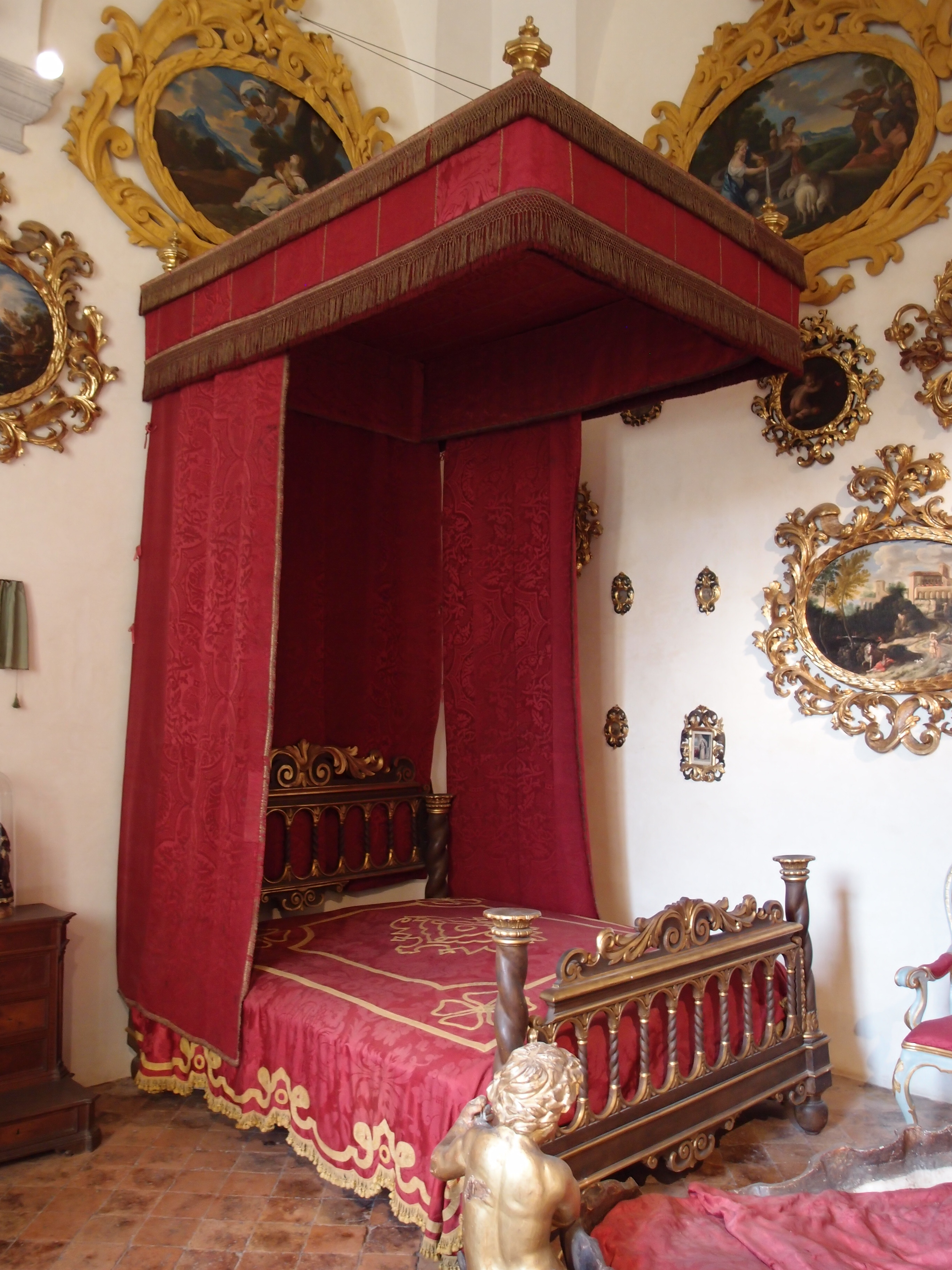
Castello Bufalini: camera da letto
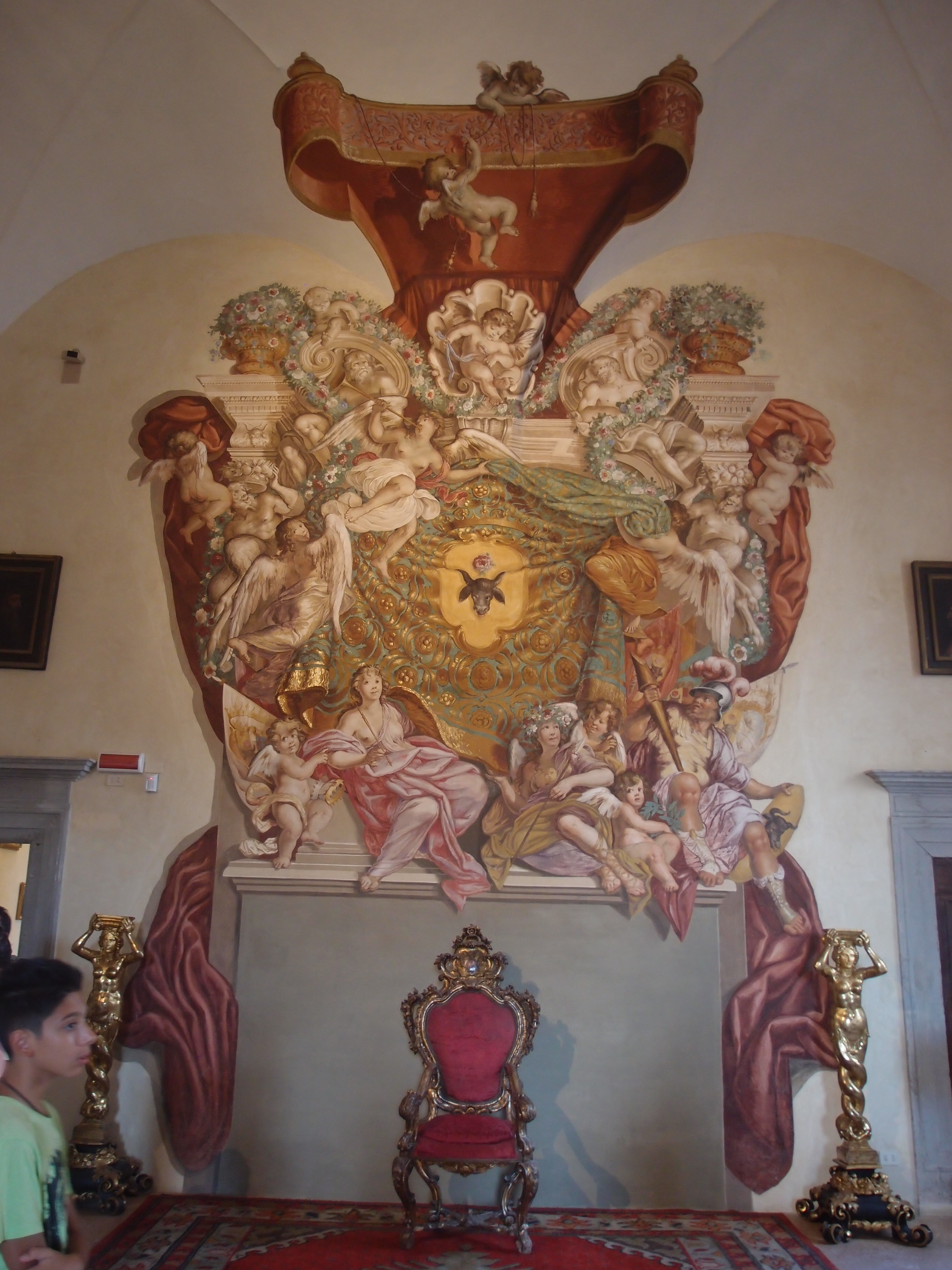
Castello Bufalini: il tronetto e stemma
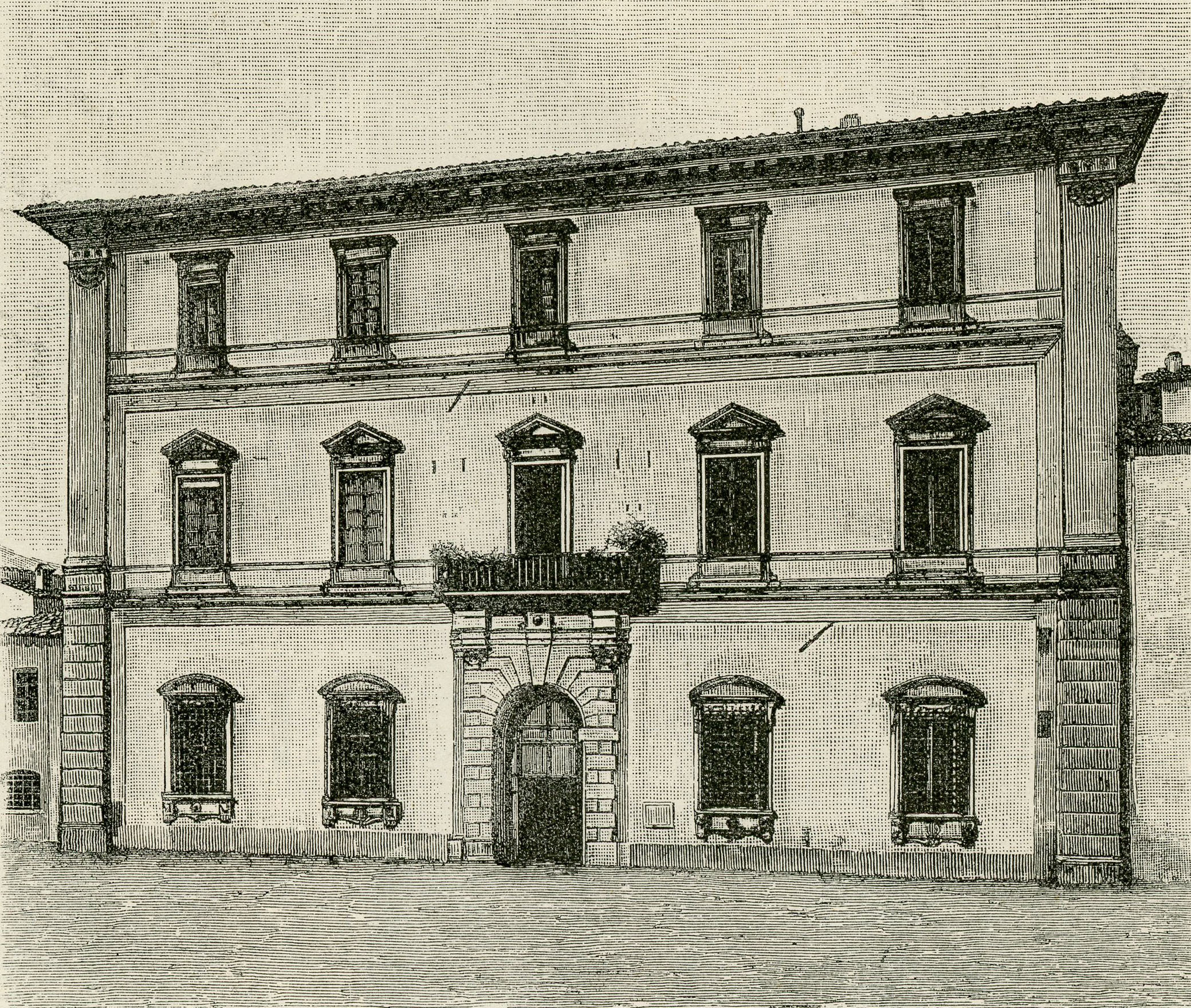
Palazzo Bufalini (Città di Castello), 1895
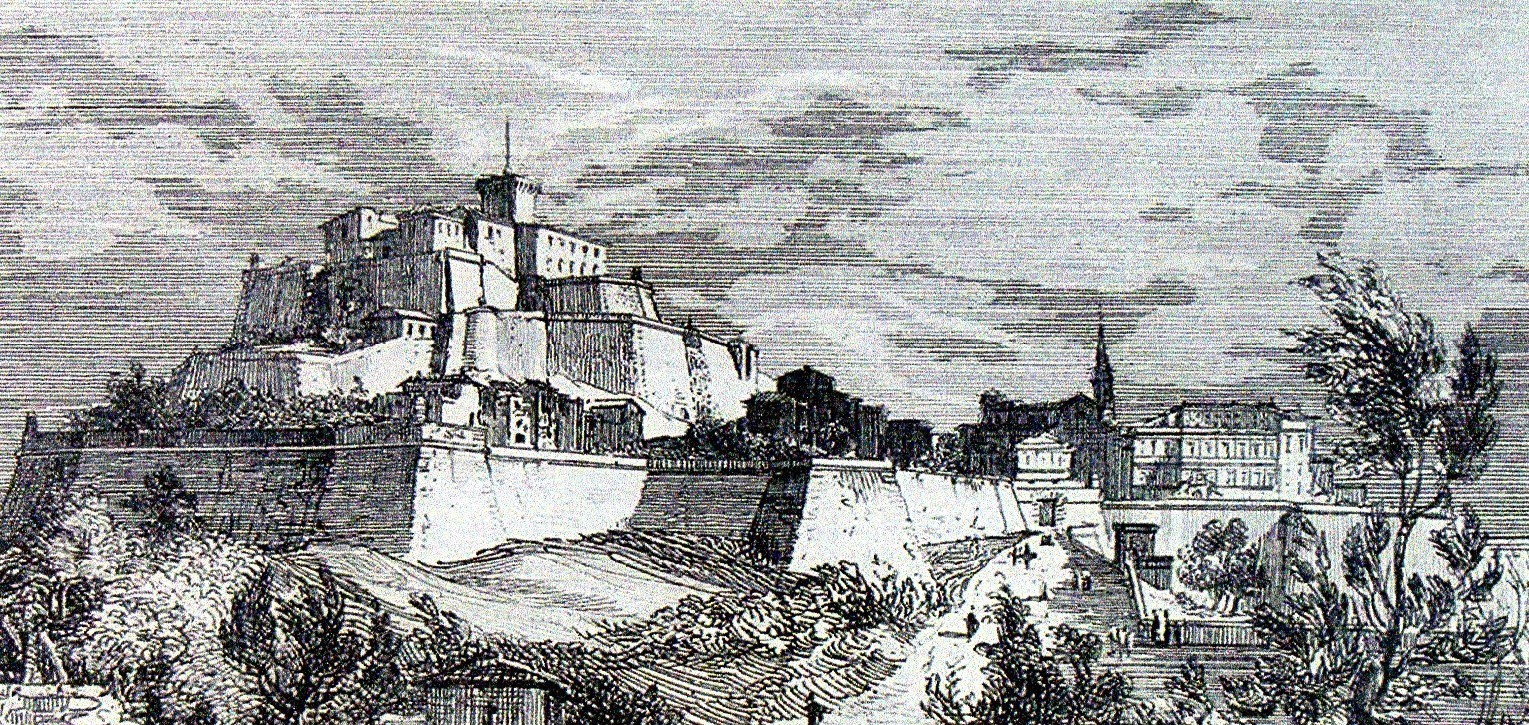
Castello di Paliano: vi soggiornò la poetessa